# Cap-San-Klasse (1961)
Als Cap San-Klasse oder Die weißen Schwäne des Südatlantik wird eine Serie von sechs baugleichen Stückgut-Schnellfrachtern bezeichnet, die Anfang der 1960er Jahre von der Reederei Hamburg Südamerikanische Dampfschifffahrt-Gesellschaft in Betrieb genommen wurde.

## Bauwerften und Ablieferungen derCap San-Klasse
Die Schiffe wurden bei der Deutschen Werft in Hamburg sowie den Howaldtswerken in Kiel und den Howaldtswerken Hamburg gebaut und verkehrten im Liniendienst zwischen Hamburg und Brasilien bzw. Argentinien. Die Serie wurde Cap San-Klasse genannt, da der Name jedes Schiffes mit Cap San begann. Ihren Beinamen erhielten sie auf Grund der Tatsache, dass sie im Liniendienst im Südatlantik auf der Route Europa – Südamerika, verkehrten, entlang der argentinischen Ostküste bis zum Cabo San Antonio in der Provinz Buenos Aires.

## Beschreibung
Die Länge der Schiffe betrug 159,40 Meter, die Breite 21,40 Meter, ihre Höchstgeschwindigkeit 20 Knoten. Ihr Erscheinungsbild verdankten die Schiffe dem Hamburger Architekten Cäsar Pinnau. Die Silhouette ähnelte fast, mehr noch als bei einem damals typischen Frachtschiff, einer Yacht. Bemerkenswert waren vor allem der ausladende Vordersteven, der durchgehend geschwungene, positive Deckssprung und das Fehlen eines Schornsteins: Am hinteren Ende des Deckshauses befanden sich zwei schmale Pfahlmasten, in die die Abgasleitungen integriert waren. Die Schiffe verfügten über ein Passagierdeck mit acht luxuriösen Passagierkabinen (vier Einzel- und vier Doppelkabinen), so dass zwölf Gäste die Atlantikfahrt mitmachen konnten. Die Baugleichheit der Schiffe bestand bis ins Detail: Sogar die Inneneinrichtungen, ebenfalls von Pinnau entworfen, von Esszimmer, Salon, Bar und den Passagierkabinen waren nicht nur gleich angeordnet, sondern bis hin zum Stoffbezug der Polster bei allen Schiffen identisch.

## Maschinenanlage
Die Schiffe erhielten einen langsamlaufenden Zweitaktmotor mit Abgasturboaufladung von MAN Typ K9Z 78/140 D mit 9 Zylindern und 8.569 kW (11.650 PS) bei 118/min. Damit lief das Schiff 20 Knoten. Als Brennstoff wurde Schweröl verwendet, zur Schwerölreinigung standen zwei Separatoren und dampfbeheizte Separatorvorwärmer im Separatorenraum zur Verfügung. Der vom Viskositätsregler geregelte Endvorwämer befand sich auf der Brennstoffpumpenstation direkt vor dem Hauptmotor.
Die Abgase des Hauptmotors wurden über die drei Abgasturbolader und den Abgaskessel geleitet. Im Turbinenteil des Abgasturboladers wurden sie zum Antrieb der Turboverdichter genutzt, diese komprimierten die Ansaugluft, die zur Aufladung und damit zur Leistungssteigerung der Hauptmotoren verwendet wurden. Im Abgaskessel mit einer Heizfläche von 160 m² wurde Sattdampf von sieben Bar erzeugt, der zur Brennstoffvorwärmung, Warmwassererzeugung und bei Bedarf zur Wohnraum- und Süßölheizung diente. Im Hafen erzeugte ein ölbeheizter Hilfskessel mit einer Heizfläche von 52 m² den notwendigen Dampf.
Die vier Hilfsdiesel von Klöckner-Humboldt-Deutz V8M 536 (Viertaktmotoren) zum Antrieb der Generatoren waren nicht aufgeladen, sie hatten eine Nennleistung von 368 kW (500 PS) bei 514/min. Die Drehstrom-Generatoren lieferten eine Leistung von 310 kW bei der Spannung von 440 V und einer Frequenz von 60 Hz.
Die Ladungskühlanlage bestand aus fünf Kolbenverdichtern und den Kondensatoren im Maschinenraum sowie den Expansionsventilen, Verdampfern und Laderaumlüftern in den Laderäumen.

## DieCap San Marcomarkiert den Paradigmenwechsel in diesem Fahrtgebiet

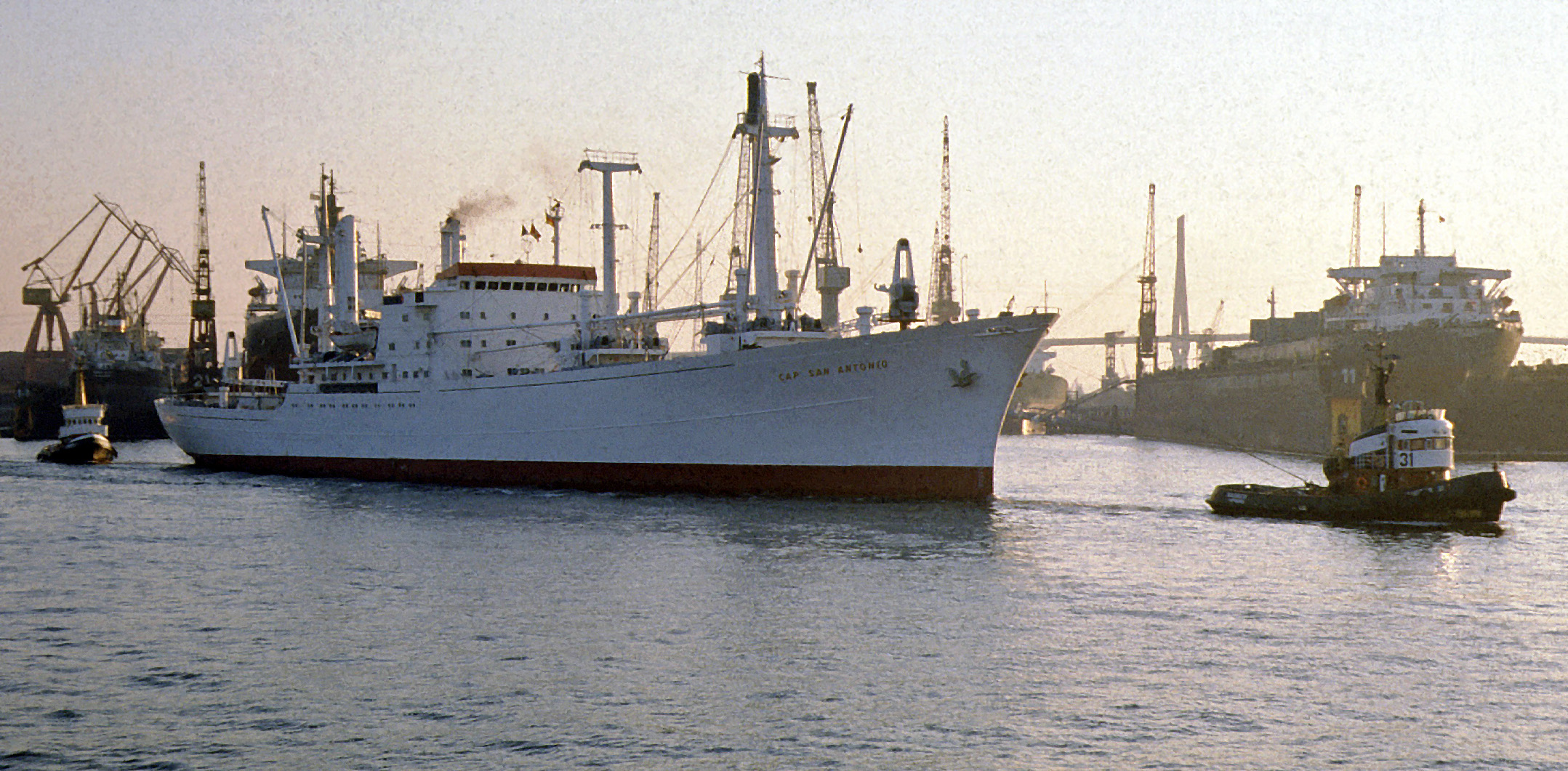
Cap San Antonio mit veränderten Aufbauten nach dem Brand 1973

Auf der Cap San Antonio brach 1973 auf hoher See ein Feuer aus, das sechs Menschenleben kostete und die Aufbauten zerstörte. Nachdem zunächst die Verschrottung des Unglücksschiffs ins Auge gefasst worden war, beschloss die Reederei schließlich, es mit neuen Aufbauten zu versehen, aber keinen Passagierverkehr für dieses Schiff einzurichten. Im Laufe des Betriebs wurden die einfacher zu beladenden Containerschiffe für diese klassischen Stückgutfrachter eine ernsthafte Konkurrenz. Nach der 135. Reise der Cap San Marco markierte sie mit einer Gästereise auf der Elbe am 26. April 1985 das Ende dieser Ära. So begann für die Hamburg-Süd in diesem Fahrtgebiet der Kühlcontainerdienst mit der Porthole-Technologie. Porthole-Container haben keine eigenen Kühlaggregate, sie werden über Kupplungen an schiffsfeste Kühlstäbe angeschlossen.
Die 1961 als letztes Schiff dieser Serie vom Stapel gelaufene Cap San Diego führte bis 1982 ein Leben als Linienschiff, wurde danach bis 1986 unter dem Namen Sangria als Trampschiff betrieben und war in diesen letzten vier Jahren arg heruntergekommen. Sie wurde in letzter Minute vor der Verschrottung gerettet und von der Stadt Hamburg aufgekauft. Sie ist heute Eigentum der Stiftung Hamburger Admiralität und liegt im Zentrum des Hamburger Hafens, an der Überseebrücke. Sie ist dort als immer noch fahrfähiges Museumsschiff zu besichtigen und ist ein lebendiges Zeugnis für die Vollendung und das Ende der klassischen Frachtschifffahrt.

## Die Schiffe
| Cap-San-Klasse               | Cap-San-Klasse               | Cap-San-Klasse | Cap-San-Klasse     | Cap-San-Klasse | Cap-San-Klasse |
| Bauname                      | Bauwerft/ Baunummer          | IMO-Nummer     | Ablieferung        | Umbenennungen und Verbleib |                |
| ---------------------------- | ---------------------------- | -------------- | ------------------ | --- | -------------- |
| Cap San Nicolas              | Howaldtswerke, Hamburg/      | 5060823        | 16. September 1961 | 1981 Nicola, ab 1. April 1982 bei Ahmed Investment in Gadani verschrottet                                                                                   |                |
| Cap San Marco                | Howaldtswerke, Kiel/ 1143    | 5060811        | 22. September 1961 | 1985 Marco Polo, ab 16. Juli 1985 in Qingdao verschrottet                                                                                                   |                |
| Cap San Lorenzo              | Deutsche Werft, Hamburg/ 784 | 5060809        | 7. November 1961   | 1981 Lorenz, ab 23. Februar 1982 bei Ahmed Investment in Gadani verschrottet                                                                                |                |
| Cap San Augustin             | Howaldtswerke, Kiel/ 1144    | 5060782        | 11. November 1961  | 1983 Coolhaven, 1984 Haven, am 3. September 1984 zum Abbruch bei Saleh Marine in Chittagong eingetroffen und dort durch Zarina Fishing & Dairy verschrottet |                |
| Cap San Antonio              | Howaldtswerke, Hamburg/      | 5060770        | 17. Januar 1962    | 1982 San Antonio, 1986 San Miguel, ab 16. Oktober 1986 in Huangpu verschrottet                                                                              |                |
| Cap San Diego                | Deutsche Werft, Hamburg/ 785 | 5060794        | 27. März 1962      | 1982 San Diego, 1986 Sangria, 1986 Cap San Diego, seit 31. Oktober 1986 als Museumsschiff in Hamburg                                                        |                |
| Daten: Equasis, grosstonnage |                              |                |                    | |                |

## Bilder

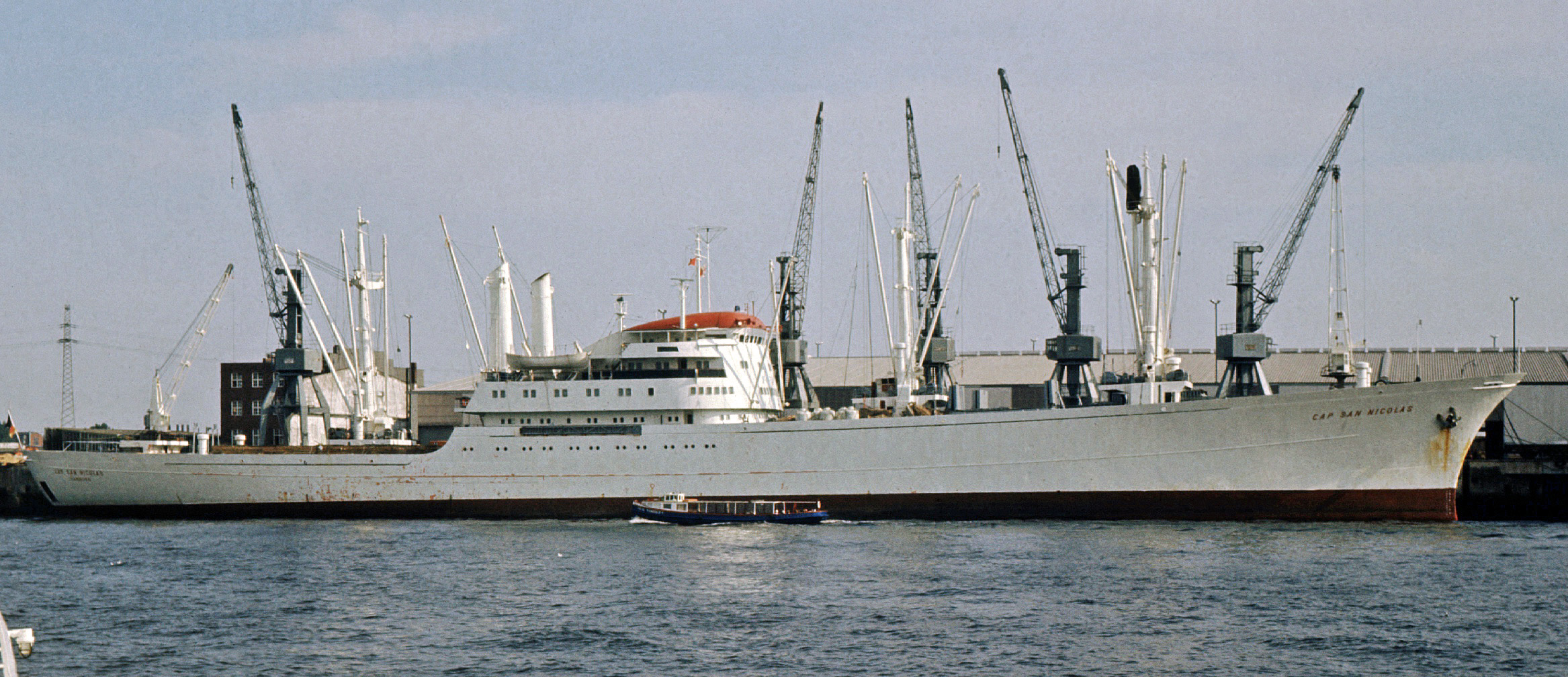
Die Silhouette der Cap San Nicolas
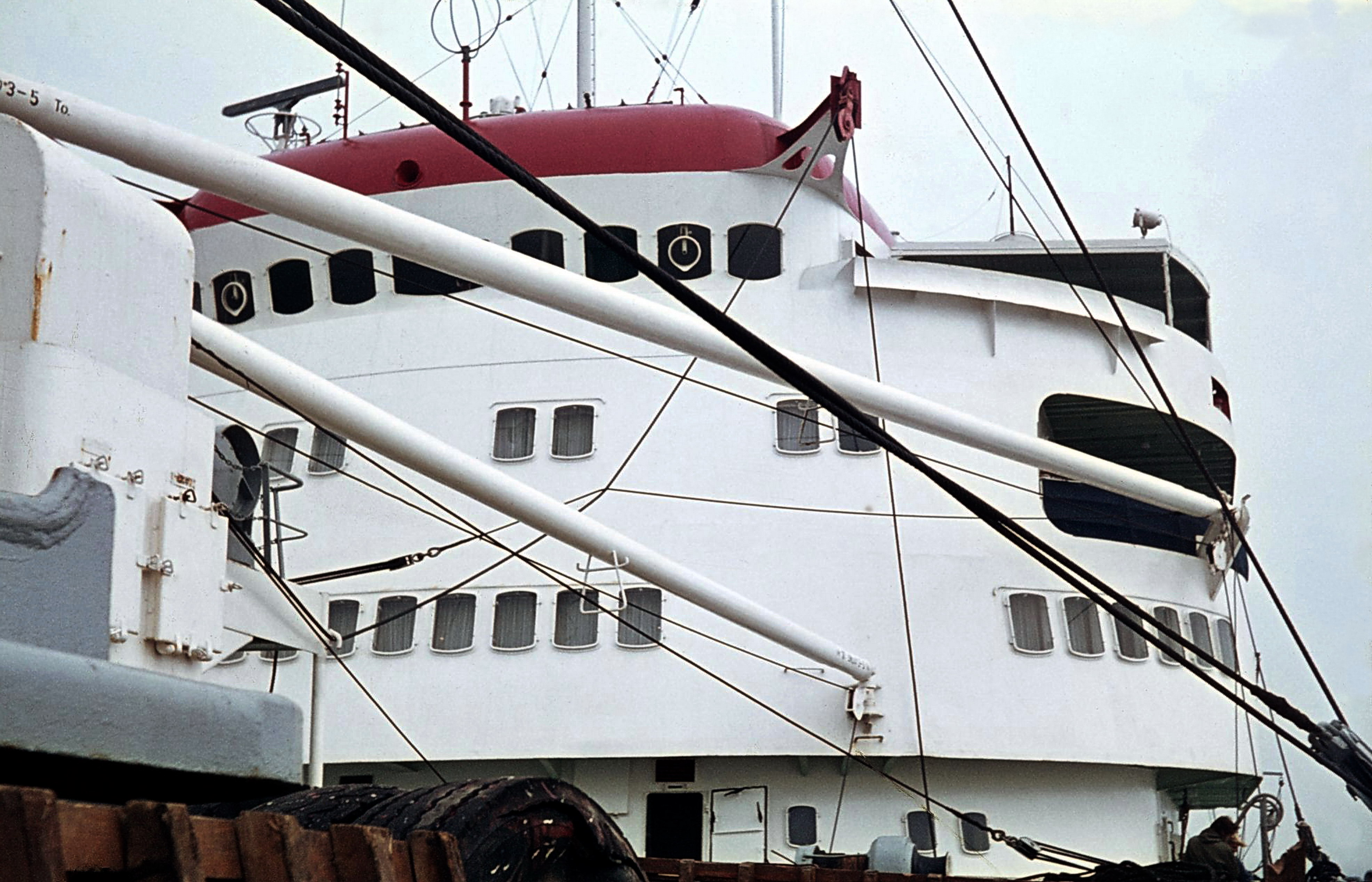
Das Deckshaus der Cap San Antonio
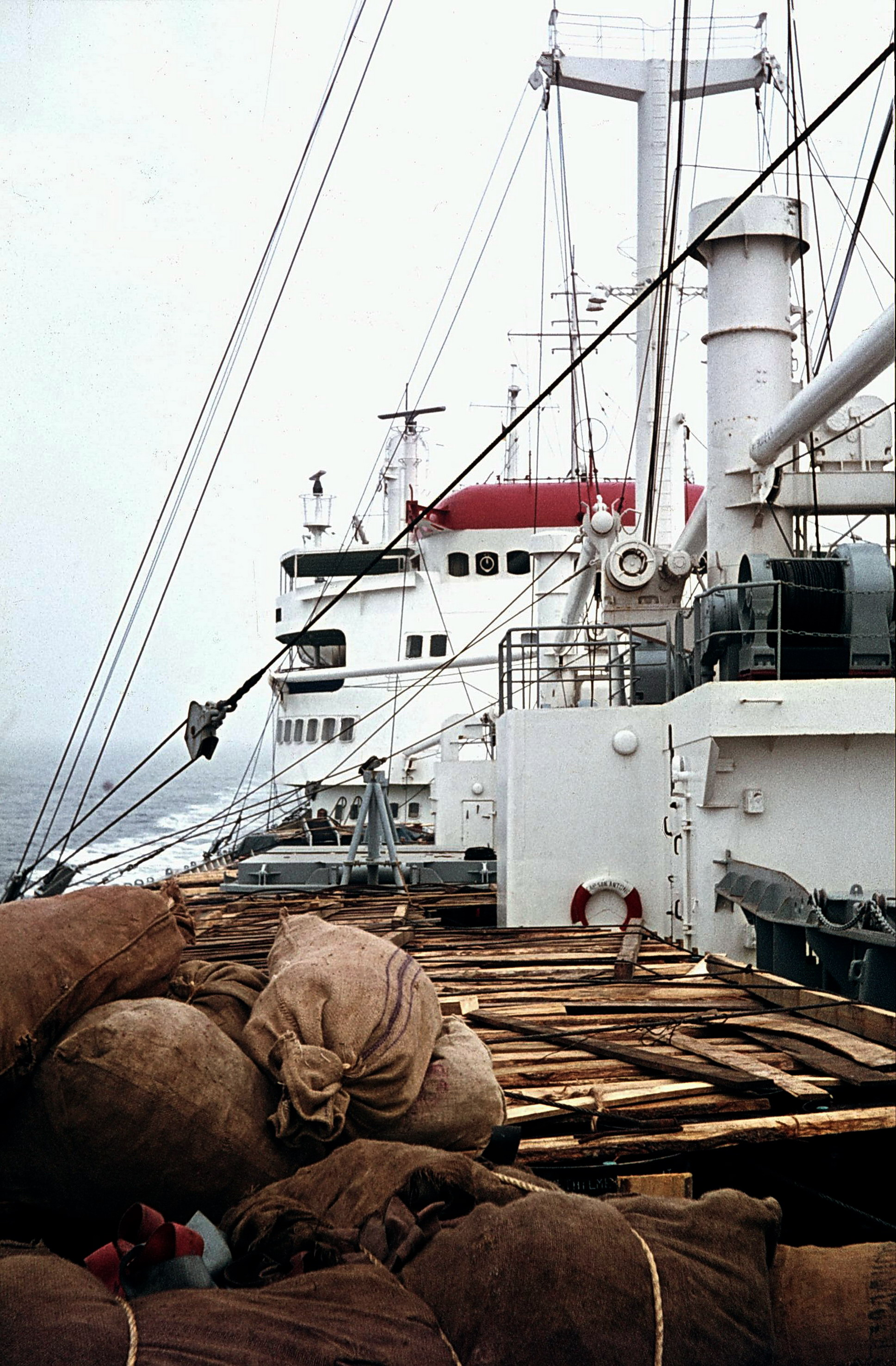
Das Vorderdeck der Cap San Antonio
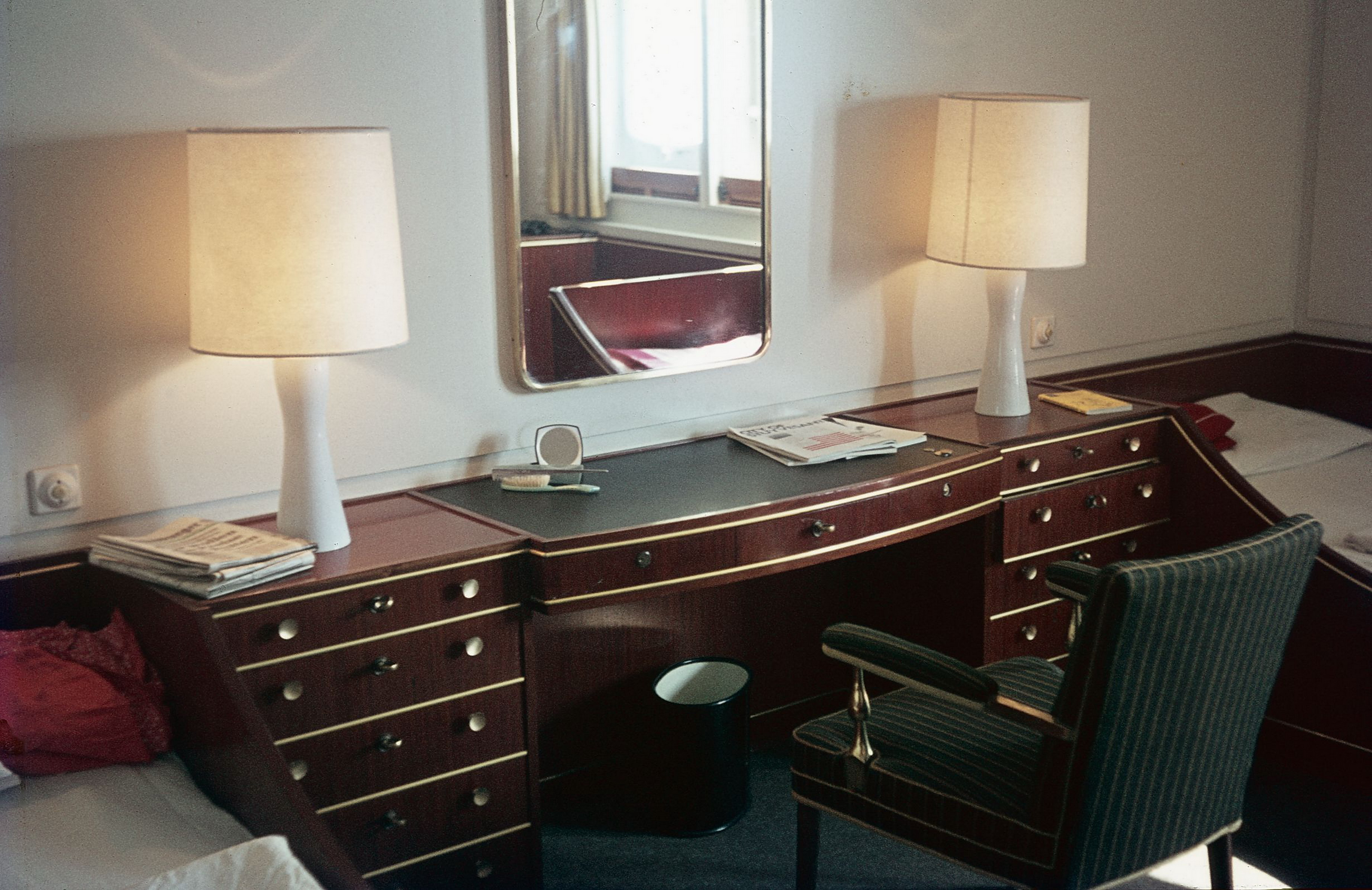
Eine Zweíerkabine der Cap San Antonio
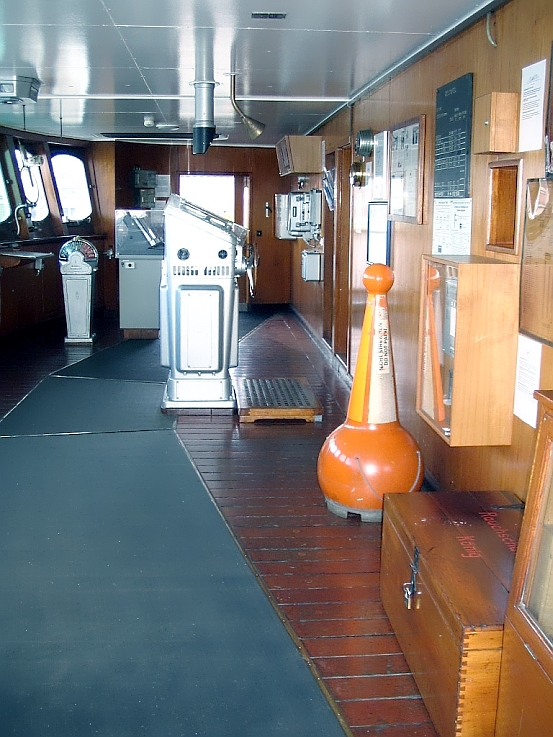
Brücke mit Steuerstand, Radar und Maschinentelegraf der Cap San Diego
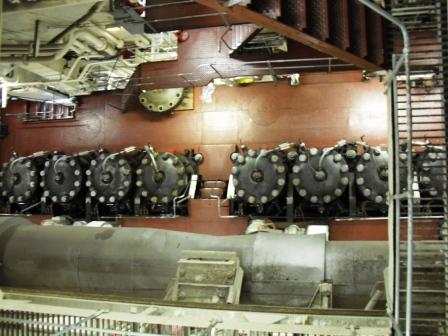
Blick von oben auf den Hauptmotor der Cap San Diego
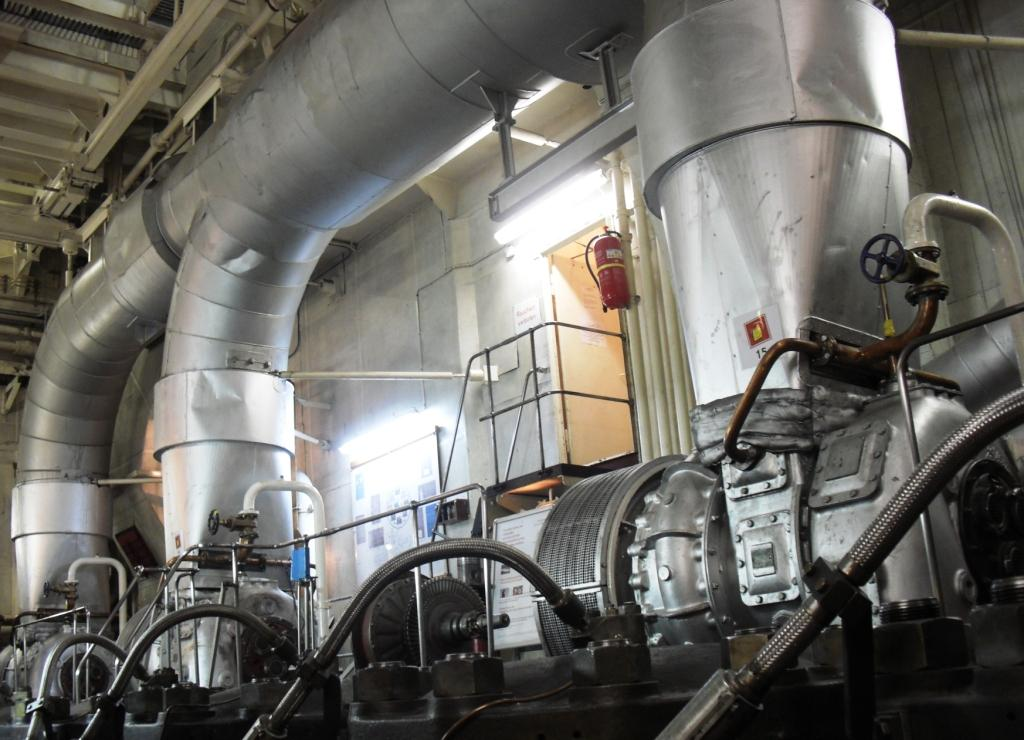
Hauptmotor, Abgasturbolader und Abgasleitung der Cap San Diego
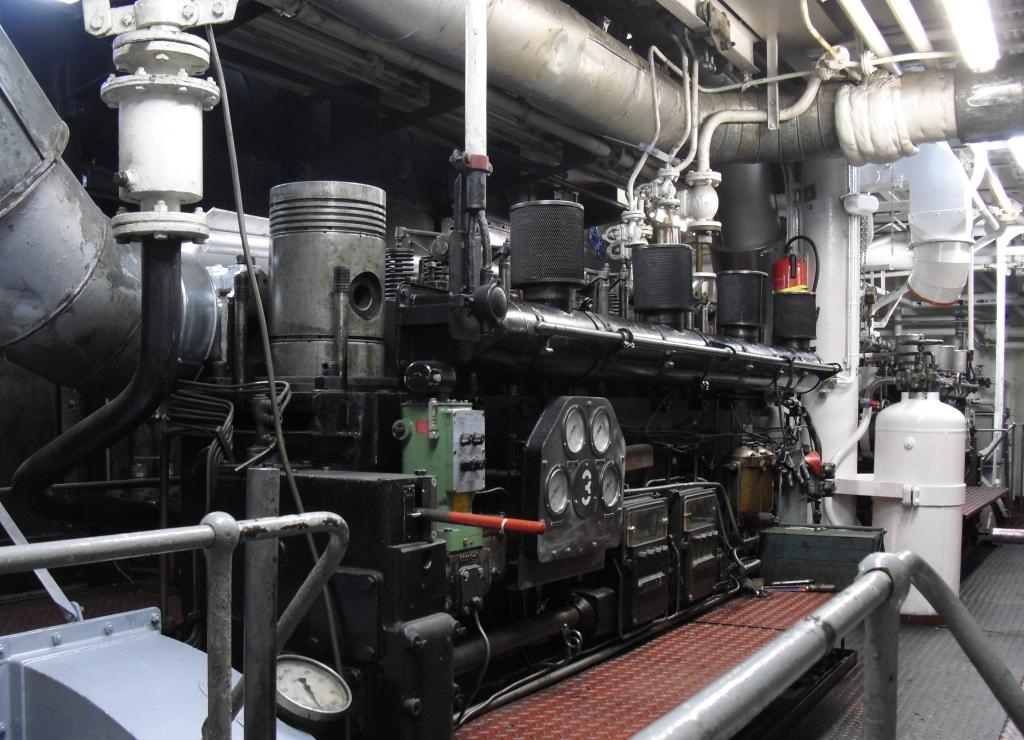
Einer der vier Hilfsdiesel zur Stromerzeugung der Cap San Diego